# Prospalta turpis
Prospalta turpis là một loài bướm đêm trong họ Noctuidae.